# Medbase
Die Medbase AG mit Sitz in Winterthur ist ein Schweizer Unternehmen, das verschiedene Dienstleistungen im Gesundheitswesen anbietet. Es wurde 2001 gegründet und gehört seit 2010 zur Unternehmensgruppe des Migros-Genossenschafts-Bundes (MGB). Medbase gehört zu den 500 grössten Unternehmen in der Schweiz.

## Geschäftstätigkeit
Mit Stand vom Februar 2024 betreibt die Medbase-Gruppe schweizweit 69 Gesundheitszentren, vier Radiologie-Zentren, 55 Apotheken sowie 42 Zahnarztzentren.
Die Dienstleistungen gehören zu den Kategorien Therapie, medizinische Massage, Check-ups, Leistungsdiagnostik, Komplementärmedizin, Kurse, Online-Beratung, Arbeitsmedizin, Prävention und Rehabilitation.
Medbase arbeitet mit verschiedenen Krankenversicherungen zusammen und ist Partner bei Managed-Care-Modellen.
Medbase bietet medizinische ambulante Dienstleistungen an 55 Standorten in den Kantonen Appenzell Ausserrhoden, Basel-Stadt, Bern, Genf, Luzern, Solothurn, St. Gallen, Thurgau, Waadt, Zug und Zürich an (Stand: 2019).

## Geschichte
Das Unternehmen geht auf eine 2001 in Winterthur gegründete Physiotherapie-Praxis namens physiotherapiecity zurück. 2007 benannte es sich zunächst in medbasecity und im selben Jahr schliesslich in Medbase um. Bereits seit der Gründung bestand eine Kooperation mit den von der Migros betriebenen Fitnessstudios. Im Dezember 2010 übernahm die Migros mit 53 % die Mehrheit der Medbase, aufgeteilt auf die vier Genossenschaften Aare, Luzern, Ostschweiz und Zürich. Damals zählte Medbase zehn Standorte mit 150 Mitarbeitern. Weitere Genossenschaften beteiligten sich im Zuge der darauf folgenden Expansion, die Aktien wurden nach und nach an den MGB übertragen.
Per Mitte Oktober 2015 übernahm Medbase 70 Prozent an den Santémed-Gesundheitszentren der Krankenkasse Swica und erhöhte den Anteil per 22. Juni 2020 auf 100 Prozent. Durch die Zusammenarbeit entstand schweizweit das grösste Netzwerk in der ambulanten medizinischen Grundversorgung. Per Januar 2017 erfolgte die Übernahme der Fit im Job AG, wodurch Medbase ihr Engagement im Bereich der betrieblichen Gesundheitsförderung verstärkte. Im November 2017 übernahm Medbase die für die Notfallversorgung am Zürcher Hauptbahnhof zuständige Permanence. Ende 2017 vereinbarte Medbase zusammen mit der Spital Simmental-Thun-Saanenland (STS) AG für die Region Berner Oberland eine strategische Kooperation. Zum Aufbau sogenannter «Medical Centers», die Leistungen in der ambulanten Medizin anbieten, gründeten die beiden Partner die Medbase Berner Oberland AG.
Mit der Übernahme des Operationszentrums Burgdorf im September 2018 verstärkte Medbase ihr Engagement in der ambulante Versorgung von der Prävention über die Akutbetreuung bis zur Rehabilitation. Im November 2018 erwarb Medbase die Topwell-Apotheken, die älteste Apotheken-Kette der Schweiz mit insgesamt 43 Standorten.
2020 begann Medbase eine Kooperation mit der Privatklinikgruppe Hirslanden. Per 1. Juli 2020 erfolgte die Fusion von Santémed mit der Medbase AG. Diese hat zusätzlich am 29. Juni 2020 60 Prozent der zahnarztzentrum.ch AG übernommen sowie weitere Apotheken akquiriert. Im Jahr 2020 wurden Hirslanden Praxiszentren in Schaffhausen, Bern und Düdingen übernommen und in die Medbase AG integriert. 2021 wurde das Centre Médical de la Côte in Neuenburg und 2022 das Mediteam Gampelen übernommen.
Im Februar 2023 wurde bekannt, dass Medbase die zur Zur Rose Group gehörenden Zur Rose Suisse AG, unter Vorbehalt der Zustimmung der Wettbewerbskommission, übernimmt.
Das Unternehmen wird vom Firmengründer Marcel Napierala geleitet.